# Степаненко Владислав Петрович
Степаненко Владислав Петрович — український кінооператор.

## Біографія
Народився 27 травня 1933 року у місті Краснодоні в родині службовця. 
Закінчив кіноінженерний факультет Київського політехнічного інституту. 
Працював оператором Київської студії телебачення та Республіканської студії телебачення. 
З 1979 року — оператор студії «Укртелефільм».
Нагороджений орденом «Знак Пошани», преміями.
Член Національної спілки кінематографістів України.

## Фільмографія
Зняв стрічки: 
- «Хлопці з Острова свободи» (1960, авт.-оп.)
- «Естафета миру і дружби» (1962)
- «В Крим сіла вода» (1964)
- «Зоряний син України» (1963)
- «По Англії» (1964, авт.-оп.)
- «На Чехословаччині» (1964, авт., оп.)
- «Мелодія і ритм» (1966, у співавторстві)
- «Слава тополя» (1969)
- «Клятва молоді» (1970)
- «Уклін землі батьків» (1971)
- «Орденонос-Львів» (1971)
- «Єдність» (1972)
- «Зустріч з побратимом. Київ—Флоренція» (1973)
- «Києву зразковим містом» (1974)
- «На дружній землі В'єтнаму» (1979)
- «Стародавнє моє» (1981) та ін.

Йому присвячено телетвір В. Манілова «Телебачення про телеба-і. Оператор Владислав Степаненко» (1999).